# هزینه اجتماعی
هزینه اجتماعی، (به انگلیسی: Social cost) واحدهای تولیدی به واسطه تولید، هزینه‌هایی را به افراد جامعه تحمیل می‌کنند و خود بابت آن پولی پرداخت نمی‌کنند. برای نمونه صنایعی که در کنار رودخانه قرار دارند و باعث آلودگی آب رودخانه می‌شوند یا کشاورزانی که آب را آلوده به سموم می‌کنند، باعث مرگ ماهی‌ها و بیماری افراد پایین‌دست رودخانه می‌شوند. این موارد، آثار جانبی منفی این فعالیت‌های اقتصادی را بیان می‌دارد که در هزینه‌های خصوصی آن‌ها لحاظ نشده است. بنابراین، این هزینه‌های غیرمشخص به هزینه‌های خصوصی افزوده می‌شود و هزینهٔ اجتماعی تولید هر جامعه را به وجود می‌آورد.